# Dal Winslow
Dal Winslow (nacido en Minneapolis, Minnesota en el año 1941), es el guitarrista rítmico de la legendaria banda de Surf rock, Garage, Beat y Rock and Roll, The Trashmen desde 1962.
Ha compuesto varias canciones de los The Trashmen, entre ellas destacan: Bad News, Bird Bath, Cyclon y Comic Book Collector.

## Discografía con The Trashmen
- Surfin' Bird (album) - 1964
- Comic Book Collector - 1989
- Live Bird'65-'67 - 1990
- Tube City!: The Best of the Trashmen - 1992
- The Great Lost Trashmen Album - 1994
- Bird Call!: The Twin City Stomp Of The Trashmen - 1998
- Teen Trot: Live At Ellsworth, WI, August 22, 1965 - 2009

## Discografía en solitario
- Occult Flaute - 1961